# CONCACAF League 2019
De CONCACAF League 2019 was de 3e editie van de CONCACAF League, een jaarlijks voetbaltoernooi voor clubs uit Centraal-Amerika en de Caraïben, georganiseerd door de CONCACAF. Het toernooi vindt plaats van 30 juli 2019 tot en met 26 november 2019. De top zes plaatst zich voor CONCACAF Champions League 2020 .

## Loting
De loting voor de CONCACAF League vond plaats op 30 mei 2019 in Guatemala-Stad, Guatemala ,

## Voorronde
| Team 1           | Tot.              | Team 2        | 1e wedstr. | 2e wedstr. |
| ---------------- | ----------------- | ------------- | ---------- | ---------- |
| Alianza          | 6-1               | San Francisco | 5-1        | 1-0        |
| Robinhood        | 1-1 (Uitdoelpunt) | Capoise       | 0-0        | 1-1        |
| Belmopan Bandits | 2-6               | Saprissa      | 1-3        | 1-3        |
| Forge FC         | 2-1               | Antigua GFC   | 2-1        | 0-0        |
| Comunicaciones   | 3-2               | Marathón      | 2-1        | 1-1        |
| Real Estelí      | 2-2 (Uitdoelpunt) | Santa Tecla   | 2-1        | 0-1        |

## Laatste 16
| Team 1         | Tot.         | Team 2        | 1e wedstr. | 2e wedstr. |
| -------------- | ------------ | ------------- | ---------- | ---------- |
| Managua        | 2-3          | Motagua       | 1-2        | 1-1        |
| Waterhouse     | 2-2 (7-6 np) | Herediano     | 1-1        | 1-1        |
| Santa Tecla    | 0-0 (2-4 np) | San Carlos    | 0-0        | 0-0        |
| Alianza        | 2-1          | Tauro         | 2-0        | 0-1        |
| Robinhood      | 2-3          | Independiente | 1-1        | 1-2        |
| Saprissa       | 2-1          | Águila        | 2-0        | 0-1        |
| Comunicaciones | 2-0          | Guastatoya    | 2-0        | 0-0        |
| Forge FC       | 2-4          | Olimpia       | 1-0        | 1-4        |

## Kwartfinale
| Team 1     | Tot. | Team 2         | 1e wedstr. | 2e wedstr. |
| ---------- | ---- | -------------- | ---------- | ---------- |
| Waterhouse | 0-2  | Motagua        | 0-2        | 0-0        |
| Alianza    | 2-1  | San Carlos     | 2-0        | 0-1        |
| Saprissa   | 4-2  | Independiente  | 3-2        | 1-0        |
| Olimpia    | 2-0  | Comunicaciones | 2-0        | 0-0        |

## Halve finale
| Team 1  | Tot. | Team 2   | 1e wedstr. | 2e wedstr. |
| ------- | ---- | -------- | ---------- | ---------- |
| Alianza | 1-4  | Motagua  | 1—1        | 0-3        |
| Olimpia | 3-4  | Saprissa | 2—0        | 1-4        |

## Finale
| Team 1   | Tot. | Team 2  | 1e wedstr. | 2e wedstr. |
| -------- | ---- | ------- | ---------- | ---------- |
| Saprissa | 1-0  | Motagua | 1-0        | 0-0        |